# Syncom 3
Syncom 3 war ein US-amerikanischer Kommunikationssatellit der NASA aus dem Syncom-Programm. Syncom stand dabei für Synchronous Orbit Communications Satellite. Syncom 3 war der erste Satellit auf einer geostationären Umlaufbahn, nachdem der Satellit Syncom 2 kurz zuvor bereits eine geosynchrone Umlaufbahn erreicht hatte.

## Aufbau
Die Syncom-Satelliten hatten Zylinderform und waren spinstabilisiert. Der Zylindermantel war mit 3840 Solarzellen bedeckt, die 29 Watt lieferten. Nach einem Jahr nahm die Leistung auf 19 W ab. Es wurden zwei 2-W-Wanderfeldröhren-Sender und zwei Empfänger eingebaut, von denen je einer in Betrieb war, und der andere als Reserve verwendet wurde. Empfänger und Sender arbeiteten als aktives Relais und setzten von 7363 MHz auf 1815 MHz um. Eine Bake wurde auf 1820 MHz betrieben, für Steuerung und Telemetrie wurden 148 bzw. 136 MHz verwendet.

## Missionsverlauf
Der Satellit wurde am 19. August 1964 von der Cape Canaveral Air Force Station beim ersten Start einer Thor-Delta-D-Trägerrakete ins All gebracht. Hierbei wurde die Thor Delta C durch drei Castor-Feststoffbooster verstärkt, um den Startschub zu erhöhen. Die erste Umlaufbahn von Syncom 3 war elliptisch mit einer Deklination von 16°. Nach weiteren Bahnmanövern erreichte Syncom 3 am 23. September seine erste geostationäre Position auf 180° Länge.
Vom 10. bis zum 24. Oktober wurden Fernsehbilder der Olympischen Sommerspiele 1964 von der neuen japanischen Bodenstation in Kashima über Syncom 3 nach Point Mugu in Kalifornien übertragen. 4 Millionen Menschen sahen auf diesem Weg die Spiele.
Im Jahre 1964 nutzte Pan Am den Satelliten erstmals zur Übertragung von Nachrichten aus einem in der Luft befindlichen Flugzeug.
Am 1. Januar 1965 wurde der Satellit an das US-Verteidigungsministerium übergeben. Dieses testete bis 1966 die Übertragungsmöglichkeiten mit fünf Bodenstationen, einem Schiff (USNS Kingsport) und auch mit Flugzeugen. Das Interesse des Militärs verlagerte sich jedoch bald zum Defense Satellite Communications System. Syncom 3 wurde im April 1969 abgeschaltet.
| \| Syncom 3 \|                                       |
| Die Position von Syncom 3 über dem Pazifischen Ozean |
| Syncom 3                                             |